# 가법성
가법성(加法性, Additivity, 덧셈 사상, 가산 사상)은 정의역의 두 함수들에 대한 함수와 항상 각 함수의 값 합계가 서로 같은 값을 반환한다는 함수의 성질을 말한다. 대수학 수이론에서 덧셈 사상 또는 Z-선형사상 또는 가산함수는 가산 연산을 보존하는 함수이다.
{\displaystyle f(a+b)=f(a)+f(b)}
가법성 함수의 특성은 준가법성의 특수한 경우이지만 보다 일반적으로 다루어지기도 한다.
이러한 덧셈함수(가산함수)는 수론적 함수이다.

## 가산함수
덧셈함수는 양의 정수 {\displaystyle n} 의 산술함수(수론적 함수) {\displaystyle f(n)}이며, {\displaystyle a} 와 {\displaystyle b} 가 서로소 일 때 각각의 함수합은 다음과 같은 함수의 합이다.
{\displaystyle f(ab)=f(a)+f(b)}

## 곱셈함수
임의의 가산 함수{\displaystyle f(n)}로부터, 관련된 곱셈 함수{\displaystyle g(n)}을 생성하기 쉽다. 즉, {\displaystyle a} 및 {\displaystyle b}가 서로 가중 될 때마다
{\displaystyle g(ab)=g(a)\cdot g(b)}

## 코시함수방정식
가법성이 일반적으로 다루어진 코시함수방정식
{\displaystyle f(x)}가 {\displaystyle f(x+y)=f(x)+f(y)}를 만족하면 {\displaystyle f(x)=kx}(단, k는 상수)이다.
{\displaystyle f(x)}가 {\displaystyle f(x+y)=f(x)\times f(y)}를 만족하면 {\displaystyle f(x)=a^{x}}(단, a는 양의 실수)이다.
{\displaystyle f(x)}가 {\displaystyle f(xy)=f(x)+f(y)}를 만족하면 {\displaystyle f(x)=log_{a}x}(단, {\displaystyle a>0,a\neq 1}인 실수)이다.
{\displaystyle f(x)}가 {\displaystyle f(xy)=f(x)\times f(y)}를 만족하면 {\displaystyle f(x)=x^{n}}(단, n는 실수)이다.

## 같이 보기
- 코시 함수 방정식
- 곱셈함수
- 가산함수